# 끝내주게 춤춰라 메이드 인 와리오
《끝내주게 춤춰라 메이드 인 와리오》는 인텔리전트 시스템즈가 개발하고 닌텐도가 배급한 2023년 파티 게임이다. 《메이드 인 와리오》 시리즈 열한 번째 게임이자 2006년작 《춤춰라 메이드 인 와리오》의 직계 후속작으로, 닌텐도 스위치용으로 제작되어 2023년 11월 3일 출시되었다. 영어판 제목은 《와리오웨어: 무브 잇!》이다.
조이콘을 양손에 쥐고 몸을 직접 움직여 플레이하는 방식의 체감형 게임으로, 최대 2인이 도전하는 스토리 모드, 최대 4인이 겨루는 파티 모드를 지원한다.

## 개발 및 출시
《끝내주게 춤춰라 메이드 인 와리오》는 2023년 6월 21일자 닌텐도 다이렉트에서 처음 공개됐다. 2023년 11월 3일 닌텐도 스위치로 출시한다고 발표했다.

## 자세
본작에서 자세는 ‘자세의 돌’(조이콘)을 이용해 취하는 것이다. 본작에서의 자세의 돌의 설정은 빅재미섬의 신이 사람들에게 준 것으로 알려진, 들고 춤을 추면 재앙이 사라지는 돌이다.
《춤춰라》와는 다르게, 본작에서는 두 명의 플레이어가 함께 플레이하는 미니게임이 등장할 수 있으며, 왼손잡이와 오른손잡이가 함께 플레이하는 것도 가능하다. 따라서 본작의 자세 설명에서는 왼손과 오른손을 직접 언급하지 않고 ‘주로 쓰는 손’과 ‘다른 한 손’이라는 용어를 사용한다.

### 자세 관련 용어
- 움켜잡기[c]

엄지손가락을 ZL/ZR 버튼에 놓고, 조이콘을 움켜쥐는 자세.
- 칙칙폭폭[d]

움켜잡기를 한 채로 겨드랑이를 조이고, 팔꿈치를 직각으로 구부리는 자세. 《춤춰라》의 ‘엄지씨름’ 조작법처럼 엄지손가락을 조이콘의 위쪽에 올려놓는다.
- 기지개[e]

움켜잡기를 한 양손을 하늘로 뻗어, 철봉을 잡는 듯한 모습의 자세.
- 주먹 탑 쌓기[f]

움켜잡기를 한 채로 주로 쓰는 손을 위로 하여, 양손을 몸 앞에서 위로 포개는 자세.
- 마사지[g]

움켜잡기를 한 양손을 손등을 위로 하여, 똑바로 앞으로 뻗는 자세. 한 쌍의 조이콘을 《춤춰라》의 ‘권투’ 조작법처럼 손등이 위로 오도록 가로로 잡는다.
- 회장님[h]

움켜잡기를 한 양손의 손바닥을 허리에 대는 자세. 《춤춰라》의 ‘회장님’ 조작법과 같다.
- 줄다리기[i]

양손을 배꼽 앞에 내리고, 주로 쓰는 손을 앞에 두어 다른 한 손을 포개는 자세. 《춤춰라》의 ‘줄다리기’ 조작법과 같다.
- 천칭[j]

양손을 옆으로 벌리고, 엄지손가락을 위로 드는 자세.
- 파이팅[k]

움켜잡기를 한 양팔을 몸 앞에서 굽히고 손등을 앞으로 보이게 하는 자세.
- 올려놓기[l]

손등을 아래로 하여 양손을 펼치고, 손바닥 위에 조이콘을 올려놓는 자세.
- 꼬끼오[m]

움켜잡기를 한 채로 주로 쓰는 손을 코 앞에, 다른 한 손을 엉덩이에 대고 조이콘을 조작하는 자세.
- 바로 서기[n]

움켜잡기를 한 채로 양팔을 내리는 자세.
- 닌자[o]

움켜잡기를 한 채로 주로 쓰는 손을 어깨 위에, 다른 한 손을 허리에 대고 조이콘을 조작하는 자세. 등에 매단 닌자도를 빼들려는 듯한 모습의 자세로 시작한다.
- 오른손 동작[p]

양손을 앞으로 내밀어 왼쪽 조이콘을 손에서 떼고, 오른쪽 조이콘을 왼손으로 잡아 IR 카메라(동작 창문)로 오른손을 비추는 자세.
- 악어[q]

움켜잡기를 한 양손을 앞으로 내밀고, 주로 쓰는 손을 위로 하여 손바닥을 마주 보게 포개는 자세.
- 천하장사[r]

움켜잡기를 한 양손을 허벅지 위에 놓고, 허리를 숙이며 다리를 벌리는 자세.
- 양궁[s]

움켜잡기를 한 채로 주로 쓰는 손의 손바닥을 가슴에 대고, 다른 한 손을 앞으로 뻗는 자세.
- 두근두근[t]

움켜잡기를 한 채로 양손의 엄지손가락을 위로 하고, 손바닥을 뺨 가까이 대는 자세.
- 내려놓기[u]

조이콘의 끈을 손목에 끼운 채로 버튼이 있는 면을 위로 하여 평평한 바닥에 놓는 자세.

### 조작 표시
- 손 놓기 표시

미니게임 도중 조이콘에서 손을 놓는 순간이 있음을 나타내는 표시.
- 버튼 표시

미니게임 도중 조이콘의 버튼을 누르는 순간이 있음을 나타내는 표시.

## 스테이지

### 초반 스테이지
- 자세의 돌과의 만남
  - 주인공은 와리오. 출제되는 자세는 ‘칙칙폭폭’이며, 생명 아이콘은 마늘이다.
  - 스피드 업은 스테이지 3, 6 통과 후 10개 스테이지의 간격으로 진행되며, 보스 게임은 10의 배수 스테이지마다 출제된다.

- 인어를 보고 싶어~!
  - 주인공은 모나. 출제되는 자세는 ‘기지개’와 ‘주먹 탑 쌓기’이며, 생명 아이콘은 산소 탱크다.
  - 스피드 업은 스테이지 5, 9 통과 후 13개 스테이지의 간격으로 진행되며, 보스 게임은 13의 배수 스테이지마다 출제된다.

- 벽화의 비밀을 밝혀라!
  - 주인공은 Dr. 크라이고어와 마이크, 페니. 출제되는 자세는 ‘마사지’와 ‘회장님’이며, 생명 아이콘은 연필이다.
  - 스피드 업은 스테이지 5, 10 통과 후 14개 스테이지의 간격으로 진행되며, 보스 게임은 14의 배수 스테이지마다 출제된다.

- 수상한 과일을 조심해
  - 주인공은 애슐리와 레드. 출제되는 자세는 ‘줄다리기’와 ‘천칭’이며, 생명 아이콘은 물약이다.
  - 스피드 업은 스테이지 5, 10 통과 후 14개 스테이지의 간격으로 진행되며, 보스 게임은 14의 배수 스테이지마다 출제된다.

- 기억의 저편으로
  - 주인공은 오뷰론. 출제되는 자세는 ‘꼬끼오’, ‘파이팅’과 ‘올려놓기’이며, 생명 아이콘은 곡괭이이다.
  - 스피드 업은 스테이지 5, 10 통과 후 14개 스테이지의 간격으로 진행되며, 보스 게임은 14의 배수 스테이지마다 출제된다.

- 두근두근 급류 슬라이딩
  - 리믹스 1. 초반 스테이지의 모든 자세들이 출제되며, 버스에는 와리오를 제외한 초반 스테이지의 주인공들이 탑승한다. 생명 아이콘은 타이어다.
  - 스피드 업은 스테이지 6, 11 통과 후 17개 스테이지의 간격으로 진행되며, 보스 게임은 17의 배수 스테이지마다 3단계 난도로 출제된다.

### 후반 스테이지
- 명물 파르페를 찾아서
  - 주인공은 캐트와 안나. 출제되는 자세는 ‘바로 서기’, ‘닌자’와 ‘오른손 동작’이며, 생명 아이콘은 닌자 칼이다.
  - 스피드 업은 스테이지 5, 9 통과 후 15개 스테이지의 간격으로 진행되며, 보스 게임은 15의 배수 스테이지마다 출제된다.

- 대결! 바들바들곶
  - 주인공은 영 크리켓과 맨티스. 출제되는 자세는 ‘악어’와 ‘천하장사’이며, 생명 아이콘은 네 칸의 체력 게이지다.
  - 스피드 업은 스테이지 5, 9 통과 후 15개 스테이지의 간격으로 진행되며, 보스 게임은 15의 배수 스테이지마다 출제된다.

- 데인저러스★서핑
  - 주인공은 지미. 출제되는 자세는 ‘양궁’, ‘두근두근’과 ‘내려놓기’이며, 생명 아이콘은 서프보드다.
  - 스피드 업은 스테이지 5, 9 통과 후 15개 스테이지의 간격으로 진행되며, 보스 게임은 15의 배수 스테이지마다 출제된다.

- 바다 위를 달려라!
  - 주인공은 드리블과 스피츠. 다양한 자세가 출제되며, 버튼 조작이 추가된다. 생명 아이콘은 톱니바퀴다.
  - 스피드 업은 스테이지 4, 9 통과 후 15개 스테이지의 간격으로 진행되며, 보스 게임은 15의 배수 스테이지마다 출제된다.

- 나 홀로 어둠 속의 퀘스트
  - 주인공은 나인볼트. 다양한 자세가 출제되며, 미니게임들은 닌텐도의 다른 게임들을 소재로 한 것이다. 생명 아이콘은 하트다.
  - 스피드 업은 스테이지 4, 9 통과 후 15개 스테이지의 간격으로 진행되며, 보스 게임은 15의 배수 스테이지마다 출제된다.

- 콩닥콩닥 야간 수영장
  - 리믹스 2. 후반 스테이지의 모든 자세들이 출제되며, 버튼 조작이 포함된 미니게임들과 닌텐도의 다른 게임들을 소재로 한 미니게임들이 출제된다. 버스에는 후반 스테이지의 주인공들과 에잇틴볼트, 파이브볼트, 서틴앰프가 탑승한다. 생명 아이콘은 타이어다.
  - 스피드 업은 스테이지 6, 12 통과 후 19개 스테이지의 간격으로 진행되며, 보스 게임은 19의 배수 스테이지마다 3단계 난도로 출제된다.

### 최종 스테이지
- 추억은 마그마처럼…
  - 주인공은 볼케이노 와리오. 대부분의 자세가 출제되며, 와리오 스테이지인 〈자세의 돌과의 만남〉의 미니게임들(난도 1단계 추가, 보스 게임 제외)도 출제된다. 생명 아이콘은 석상이다.
  - 스피드 업은 스테이지 6, 13 통과 후 화산탄 튕겨내기 기믹 후에 21개 스테이지의 간격으로 진행되며, 보스 게임은 21의 배수 스테이지마다 출제된다.

### 엑스트라 스테이지
- 머슬 엑서사이즈

- 뒤죽박죽
  - 하마 그림의 스테이지로, 시리즈 전통의 챌린지 스테이지이다. 보스 게임을 제외한 모든 미니게임이 출제된다.
  - 《돌려라》나 《즐거움을 나눠라》와 마찬가지로 한 단계 빠른 속도로 시작해 매 스테이지마다 천천히 가속되며, 스테이지 15, 30 통과 후 각각 레벨 업과 함께 속도가 초기화된다. 합격점은 30점이다.

- 왕어려움

호랑이 그림의 스테이지로, 보스 게임을 제외한 모든 미니게임이 1단계 난도로 출제된다. 시작부터 속도가 빠르며, 1점마다 추가로 가속된다. 합격점은 20점이다.
- 스릴덩어리

코브라 그림의 스테이지로, 보스 게임을 제외한 모든 미니게임이 3단계 난도로 출제된다. 속도는 1단계 고정이며, 생명이 1개만 주어지고 2인 모드의 구조 도전도 불가능하다. 합격점은 10점이다.
- Pyoro W (표로 더블)

새(鳥) 캐릭터 ‘표로’를 움직여 적들에게서 꽃을 지키는 게임.

### 2인 플레이 전용 스테이지
- 환상의 호흡
  - 한 쌍의 홍학 그림의 스테이지로, 2인 합동 미니게임만 출제된다.
  - 스피드 업은 스테이지 3, 8 통과 후 14개 스테이지의 간격으로 진행되며, 보스 게임은 14의 배수 번째 스테이지마다 출제된다.

## 등장인물
- 주연
  - 와리오
  - 모나
  - 루루
  - 오뷰론
  - Dr. 크라이고어 & 마이크 & 페니
  - 애슐리 & 레드
  - 캐트 & 안나
  - 영 크리켓 & 맨티스 사부
  - 지미 T.
  - 드리블 & 스피츠
  - 나인볼트
  - 에잇틴볼트
  - 파이브볼트
  - 서틴앰프
- 게스트
  - 볼케이노 와리오

본작의 최종 보스. 빅재미섬의 보물을 훔치려다 저주에 걸려 화산에 합체당한 와리오.

## 평가
《끝내주게 춤춰라 메이드 인 와리오》는 리뷰 애그리게이터 웹사이트 메타크리틱에서 75/100점을 기록해 "대체적으로 긍정적인 평가"를 받았다. 오픈크리틱에서 평론가 중 54%가 게임을 추천했다.

## 참고

### 내용주
1. ↑  일본어: 超おどる メイド イン ワリオ 조오도루 메이도 인 와리오[*]
2. ↑  영어: WarioWare: Move It!
3. ↑  일본어: ニギリ持ち 니기리모치[*]
4. ↑  일본어: シュッポッポ 슛폿포[*]
5. ↑  일본어: ノビアガリ 노비아가리[*]
6. ↑  일본어: ナルホド 나루호도[*]→‘역시나’ 또는 ‘그렇구나’
7. ↑  일본어: カタモミ 가타모미[*]→어깨 안마
8. ↑  일본어: オオイバリ 오이바리[*]→으스대기
9. ↑  일본어: ツナヒキ 쓰나히키[*]
10. ↑  일본어: テンビン 덴빈[*]
11. ↑  일본어: ゴウワン 고완[*]→센팔
12. ↑  일본어: リョウテノリ 료테노리[*]→양손 올리기
13. ↑  일본어: コケコッコ 고케콧코[*]
14. ↑  일본어: キヲツケ 기오쓰케[*]→차려
15. ↑  일본어: ニンジャ 닌자[*]
16. ↑  일본어: ミギテウツシ 미기테우쓰시[*]→오른손 비추기
17. ↑  일본어: クロコダイル 구로코다이루[*]→악어(크로커다일)
18. ↑  일본어: シコフミ 시코후미[*]→발 구르기
19. ↑  일본어: アーチャー 아차[*]→궁수
20. ↑  일본어: トキメキ 도키메키[*]
21. ↑  일본어: ソナエモノ 소나에모노[*]→제물
22. ↑  Score based on 69 reviews
23. ↑  Score based on 46 reviews

### 참조주
1. ↑  LeBlanc, Wesley (2023년 6월 21일). “WarioWare: Move It Announced, Releasing This November”. 《Game Informer》 (영어). 2023년 6월 22일에 원본 문서에서 보존된 문서. 2023년 6월 22일에 확인함.
2. 1 2  “WarioWare: Movie It!”. 《Metacritic》. 2023년 11월 4일에 확인함.
3. 1 2  “WarioWare: Move It! Reviews”. 《OpenCritic》. 2023년 11월 4일에 확인함.